# あひるヶ丘77
『あひるヶ丘77』（あひるがおかセブンセブン）は、小島功による日本の漫画作品。『週刊サンケイ』（現・『SPA!』）に連載されていた。

## 作品概要
東京都内の2DK団地・あひるヶ丘に住む、マロニエ商事勤務の係長の夫婦と一人の子供というサラリーマン一家を中心に、その周囲・近所・会社などを舞台に繰り広げられる日常を描き、時にお色気も盛り込んでいたホームコメディである。
1963年にはラジオドラマ化され、1968年にはテレビドラマ化された。

## ラジオドラマ版
1963年7月1日から1967年3月31日までニッポン放送で1日10分のミニドラマとして放送。放送時間は毎週月曜 - 土曜 7:10 - 7:20 （日本標準時、以下同）。主演は藤田まことと姫ゆり子。

## テレビドラマ版
1968年10月6日から1969年3月30日までフジテレビ系列局で放送。フジテレビと東映の共同製作。16mmフィルムによるモノクロ放送。全26話。放送時間は毎週日曜 21:00 - 21:30。
ハナ肇とクレージーキャッツ主演映画やドラマにおいて脇役を演ずることの多かった桜井センリが主役を務めており、主題歌も歌っていた。クレイジーキャッツからは他に石橋エータローと安田伸も出演していた。
- 本作品は主題歌入りのオープニング映像が『東映TVドラマ主題歌大全集1 現代劇篇』 に収録され、これまでにVHS、LDで発売されている。

- 東映チャンネル等でもこれまで第1話の放映もされていない為、ネガ・ポジフィルム共に現存状況は不明である。

### スタッフ
- 原作：小島功（週刊サンケイ連載 集団・形星刊）
- プロデューサー：伊藤康祐（フジテレビ）、吉峰甲子夫、安斎昭夫、吉川進
- 脚本：野上龍雄、播磨幸治ほか
- 監督：鷹森立一 ほか
- 助監督：戸田幸雄 ほか
- アニメーション：暮田博匡
- 衣装協力：伊勢丹
- 音楽：萩原哲晶
- 協力：渡辺企画
- 制作：フジテレビジョン、東映株式会社

### 主題歌
「あひるヶ丘77」
作詞：北沢杏子 / 作曲：萩原哲晶 / 歌：桜井センリ、広瀬みさ

### 出演者
- 団野九平：桜井センリ
- 団野百合子：広瀬みさ
- 団野大平：下沢広之（現・真田広之）
- 菊枝：清川虹子
- 大原麗子
- 山城新伍
- 桑原幸子
- 園佳也子
- 萩玲子
- 大谷淳
- 伊藤慶子
- 斉藤浩子
- 潮健児
- 石橋エータロー
- 安田伸
- 春川ますみ
- 晴乃ピーチク・パーチク
- ナレーター：金内吉男

### 放送日程
| 話数   | 放送日   | サブタイトル           | ゲスト出演者           |
| 1968年 | 1968年   | 1968年                 | 1968年                 |
| ------ | -------- | ---------------------- | ---------------------- |
| 1      | 10月6日  | 当選おめでとう         |                        |
| 2      | 10月13日 | ボーイハント作戦       |                        |
| 3      | 10月20日 | 土曜日はだめよ         |                        |
| 4      | 10月27日 | 幸せを売る女           |                        |
| 5      | 11月3日  | あゝ初恋!!             | 小川宏、益田喜頓       |
| 6      | 11月10日 | ハレンチ野郎と夫人たち |                        |
| 7      | 11月17日 | 誰にも言わないで       |                        |
| 8      | 11月24日 | ここであったが運のつき |                        |
| 9      | 12月1日  | 雨降って地かたまる     |                        |
| 10     | 12月8日  | 一人で来てほしかった!! |                        |
| 11     | 12月15日 | 奥様は遊びがお好き     |                        |
| 12     | 12月22日 | 5分だけ待って          | 楠トシエ               |
| 13     | 12月29日 | 今年はついていた       |                        |
| 1969年 |          |                        |                        |
| 14     | 1月5日   | しごきは辛いネ         | 花園ひろみ、三浦布美子 |
| 15     | 1月12日  | 指輪だけは渡さないで   |                        |
| 16     | 1月19日  | 年下の男と夫人たち     | 小林千登勢、曽我町子   |
| 17     | 1月26日  | 男と女のケチリ作戦     |                        |
| 18     | 2月2日   | 夢のヨーロッパは招くよ |                        |
| 19     | 2月9日   | 奥様族は見栄っぱり     |                        |
| 20     | 2月16日  | 甘いささやき           |                        |
| 21     | 2月23日  | ふられて泣くな         | 谷幹一、南利明         |
| 22     | 3月2日   | 女はプレイボーイに弱い | 谷幹一                 |
| 23     | 3月9日   | 美女に御用心           | 上田吉二郎             |
| 24     | 3月16日  | 女が飛び込んで来た時!! |                        |
| 25     | 3月23日  | 去る人に幸せを         | 松山英太郎             |
| 26     | 3月30日  | ヘソクリ作戦異状あり   |                        |

### 放送局
- フジテレビ（制作局）：日曜 21:00 - 21:30
- 札幌テレビ：日曜 16:40 - 17:10[1]
- 仙台放送：日曜 22:30 - 23:00[2]
- 福島テレビ：月曜 12:10 - 12:40[3]
- 新潟放送：日曜 16:30 - 17:00[4]
- 富山テレビ：金曜 22:30 - 23:00（1969年4月開局時より放送）[5]
- テレビ静岡（サービス放送開始の1968年11月から放送）：日曜 21:00 - 21:30[6]
- 東海テレビ：日曜 21:00 - 21:30[7]
- 関西テレビ：日曜 21:00 - 21:30[8]
- 山陽放送：水曜 15:00 - 15:30[9]
- 広島テレビ：土曜 23:00 - 23:30[9]
- テレビ西日本：日曜 21:00 - 21:30[10]
- 大分放送：日曜 14:30 - 15:00 （1970年9月時点）[11]
- 南日本放送：土曜 22:00 - 22:30[12]
- 沖縄テレビ：火曜 21:00 - 21:30[13]